# El Marino

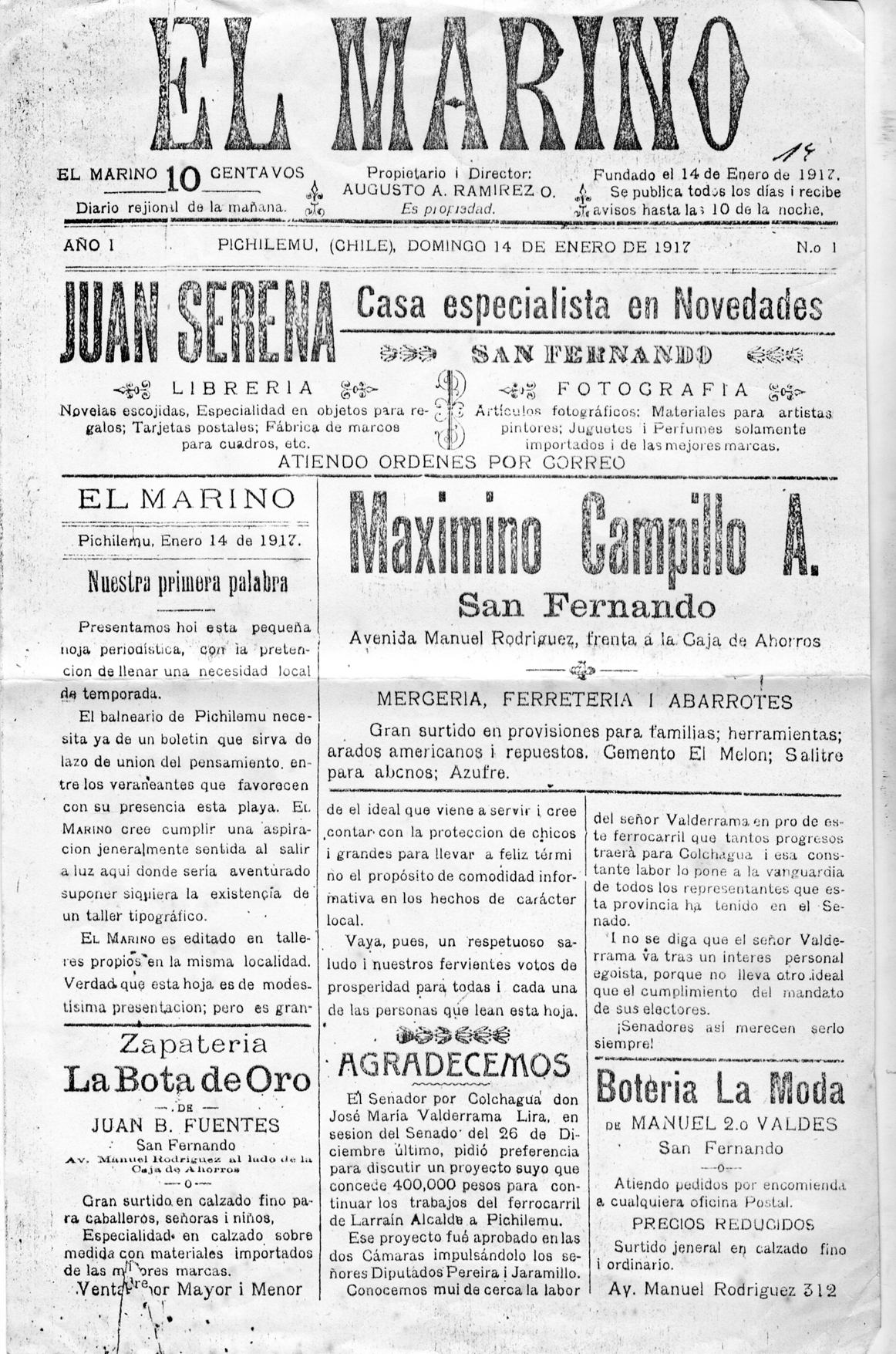
El Marino.

El Marino var en dagstidning som publicerades mellan januari och mars 1917 i staden Pichilemu i Chile. 